# Favored Nations
Favored Nations Entertainment è una etichetta discografica fondata nel 1999 dal chitarrista Steve Vai e dal proprietario di Guitar Center Ray Scherr.
Il primo album discografico pubblicato da Favored Nations è stato Coming to Your Senses del chitarrista Frank Gambale nel 2000. Poco dopo vari artisti pubblicarono album sotto questa etichetta, tra questi possiamo ricordare: Eric Johnson, Dweezil Zappa, Johnny A., Larry Carlton, Eric Sardinas, Steve Lukather, Neal Schon, Johnny Hiland, Stanley Jordan, Allan Holdsworth, John Petrucci, Marty Friedman, The Yardbirds, Dave Weiner e Peppino D'Agostino.
Favored Nations possiede altre etichette chiamate Favored Nations Acoustic, del 2002, e Favored Nations Cool del 2004.
Esiste una sussidiaria, Digital Nations, che pubblica canzoni solo nel formato digitale attraverso internet.